# Rio Dresleuca
O Rio Dresleuca é um rio da Romênia, afluente do Sitna, localizado no distrito de Botoşani.